# Copris numa
Copris numa là một loài bọ cánh cứng trong họ Bọ hung (Scarabaeidae).